# Ian Pearce
Pour l’article homonyme, voir Ian Pearce (homonymie).
Ian Pearce, né le 22 novembre 1921 à Hobart (état de Tasmanie-Australie) est un musicien australien de jazz et de ragtime : pianiste, trompettiste, tromboniste et compositeur-arrangeur. Il est l'une des figures les plus importantes du jazz en Tasmanie. Il commence sa carrière en 1936 et jouera jusqu'à sa disparition. Il est décédé le 8 novembre 2012, à Hobart  (Tasmanie) deux semaines avant de fêter ses 91 ans. En 1995, il a été fait Membre honoraire de l'Ordre d'Australie pour sa contribution au jazz australien.

## Discographie
Sa carrière musicale débute en 1936, il y a donc fort à présumer qu'il existe d'autres enregistrements que ceux présentés ci-dessous. Il a enregistré la plupart du temps pour la maison de disques australienne Swaggie Records située à South Yarra (Victoria - Australie) et fait quelques exceptions avec notamment Candle Recordings Pty. Ltd, un label tasmanien.
Swaggie records a été fondé en Australie par les 5 membres de la Graeme Bell co-operative band, Graeme et Roger Bell, Ade Monsbourgh, Don "Pixie" Roberts et Lou Silbereisen, qui furent enregistrés comme copropriétaires de la marque Swaggie. 
Le label Swaggie existe toujours et vient de resortir durant la dernière décennie une grande partie des enregistrements les plus représentatifs de Ian Pearce dans différentes formations musicales.
- 1998 : Retrospection ∫ CD Trip Records - Trip

Pearce-Pickering Ragtime Five
- 1969 : Jazzmania ∫ LP 33™ Swaggie Records – Swaggie MONO S-1272 (“the Jazz makers” series)
- 1971 : Tin Lizzie Days ∫ LP 33™ Swaggie Records – Swaggie S-1293 (“the Jazz makers” series)
- 1988 : Flanagan's shenanigans  ∫ LP 33™ Swaggie Records -South Yarra, Victoria, Australia – Swaggie ?
- 2009 : Tin Lizzie Days ∫ CD Swaggie Records – Swaggie 415
- 2009 : Flanagan's shenanigans  ∫ CD Swaggie Records – Swaggie 417

Pearce-Pickering Barrelhouse Jazz Band
- 1975 : Pearce-Pickering Barrelhouse Jazz Band ∫ LP 33™ Swaggie Records – Swaggie S-1373 (“the Jazz makers” series)
- 1976 : Pearce Pickering Barrelhouse Jazz Band (Double album)  ∫ LP 33™ Swaggie Records – Swaggie 2LP-001
- 1983 : Red Hot & Blue ∫ LP 33™ Candle Recordings Pty. Ltd. - Candle CFPS-122
- 1984 : Sweet, Soft, Plenty Rhythm   ∫ LP 33™ Swaggie Records – Swaggie S.1404
- 1981 ? : Pearce-Pickering Barrelhouse Jazz Band - 1970-81 Vol 1 (compilation)  ∫ LP (?) Swaggie Records – Swaggie 242
- 1981 ? : Pearce-Pickering Barrelhouse Jazz Band - 1955-81 Vol 2 (compilation)  ∫ LP (?) Swaggie Records – Swaggie 272
- 2008 : Pearce-Pickering Barrelhouse Jazz Band - 1958-79 Vol 3 : Rockin' in rhythym (compilation)  ∫ CD Swaggie Records – Swaggie 384
- 2009 : Pearce-Pickering Barrelhouse Jazz Band & Smacka  ∫ CD Swaggie Records – Swaggie 412
- 2009 : Pearce-Pickering Barrelhouse Jazz Band - 1955-81 Vol 2  ∫ CD Swaggie Records – Swaggie 413

The Ian Pearce Big Band (après la disparition Tom Pickering)
- 2000 : Prelude to the Blues ∫ CD Big Music Records
- 2006 : Dedication ∫ CD Baby Records
- 2006 : Tasmanian Jazz (Volume 3)

## Récompenses professionnelles
- 1995 : Fait Membre honoraire de l'Ordre d'Australie[3] pour sa contribution au jazz australien.